# لويس كينسيلا
لويس كينسيلا (بالإنجليزية: Lewis Kinsella)‏ (مواليد 2 سبتمبر 1994) هو لاعب كرة قدم إنجليزي، يلعب حاليًا لصالح نادي أستون فيلا.

## روابط خارجية
- لويس كينسيلا على موقع قاعدة بيانات كرة القدم.إي يو (الإنجليزية)
- لويس كينسيلا على موقع Soccerbase.com (لاعب) (الإنجليزية)
- لويس كينسيلا على موقع Soccerway.com (الإنجليزية)